# La Mare Pàtria us crida!
L'Estàtua de la Mare Rússia, també coneguda com a La Mare Pàtria us crida! (rus: "Родина-мать зовёт!") és una estàtua monumental que s'alça sobre el turó a Mamaiev Kourgan a Volgograd, anteriorment Stalingrad, en commemoració de la batalla que hi tingué lloc durant la Segona Guerra Mundial.
Aquesta estàtua és una interpretació de la Victòria o Nice. Es va construir entre 1959 i 1967. El 1972 i el 1986 s'hi van efectuar dues importants restauracions. D'acord amb algunes fonts, l'estàtua està parcialment inspirada en la Victoria alada de Samotràcia
Quan es va inaugurar el 15 d'octubre de 1967 era l'estàtua més alta del món: té una alçada de 85 metres, des de la punta de l'espasa fins a la part superior del pedestal. La sola figura fa 52 metres, i l'espasa fa 33 metres. Dos-cents graons, simbolitzant els dos-cents dies que durà la Batalla de Stalingrad, ascendeixen des dels peus del turó fins al monument.
L'escultor principal va ser Ievgueni Vutxètitx, i les parts principals van ser esculpides per Nikolai Nikitin. La model, Valentina Izotova, originària de la ciutat, encara avui és reconeguda per la semblança a l'estàtua. Va ser seleccionada per Lev Maistrenko, un artista que treballava en el complex del memorial a inicis de la dècada de 1960.
Està feta amb 5.500 tones de formigó i 2.400 tones de metall. L'espasa fa 33 metres, i pesa 14 tones, mentre que la part suspesa del vestit pesa 250 tones. El gruix el formigó no passa de 25 a 30 cm. La rigidesa del conjunt està assegurada mitjançant una complexa estructura de cables interns. L'espasa originàriament era d'acer inoxidable i de fulles de titani, però no resistia bé a les forces del vent i el 1972 va ser substituïda per una nova estructura mé sòlida.
El Mariscal de la Unió Soviètica Vassili Txuikov està enterrat al cementiri del monument.
Actualment, l'escultura apareix a l'escut i a la bandera de l'oblast de Volgograd.
Els canvis de nivell de les aigües subterrànies han ocasionat moviments en els fonaments: l'estàtua no es troba fixada als fonaments, i s'aguanta només al lloc pel seu pes. Ja s'ha mogut vint centímetres, i es creu que no pugui moure's gaire més sense caure.